# 18159 Andrewcook
18159 Andrewcook è un asteroide della fascia principale. Scoperto nel 2000, presenta un'orbita caratterizzata da un semiasse maggiore pari a 2,3383851 UA e da un'eccentricità di 0,1604655, inclinata di 9,51299° rispetto all'eclittica.